# Pyrrosia princeps
Pyrrosia princeps är en stensöteväxtart som först beskrevs av Georg Heinrich Mettenius och som fick sitt nu gällande namn av Conrad Vernon Morton.
Pyrrosia princeps ingår i släktet Pyrrosia och familjen Polypodiaceae. Inga underarter finns listade i Catalogue of Life.